# Saliba (patronyme)
Pour les articles homonymes, voir Saliba.
Cette page présente le nom de famille Saliba ainsi que ses variantes.
Saliba est un patronyme d'origine arabe.

## Étymologie
Le nom Saliba vient du mot arabe Ṣalīb (صليب) « Croix ».
Ce nom est attesté à Malte en 1419. Selon le linguiste Mario Cassar, il pourrait dériver du nom médiéval maltais Busalib, de l'arabe ’Abū ’l-Ṣalībī « le Croisé ».

## Distribution du patronyme dans le monde
Selon le site Forebears, en 2014, il y avait dans le monde 40 610 personnes qui portaient ce nom, dont 14 722 au Liban et 2 587 à Malte, qui était en 2014 le pays où le pourcentage de personnes portant ce nom de famille était le plus élevé. En dehors du Proche-Orient et de l'archipel maltais, le nom Saliba se rencontre essentiellement au Brésil, au sein de la communauté libanaise.

| Pays            | Nombre de personnes portant ce patronyme (2014) |
| --------------- | ----------------------------------------------- |
| Liban           | 14 722                                          |
| Brésil          | 5 978                                           |
| Syrie           | 2 939                                           |
| États-Unis      | 2 772                                           |
| Malte           | 2 587                                           |
| France          | 1 886                                           |
| Australie       | 1 747                                           |
| Philippines     | 1 353                                           |
| Arabie saoudite | 923                                             |
| Canada          | 886                                             |

## Personnalités portant ce patronyme
- Saliba